# 兵庫県の資格者配置路線
兵庫県の資格者配置路線（ひょうごけんのしかくしゃはいちろせん）とは、交通誘導警備業務に関し、道路又は交通の状況により、兵庫県公安委員会が道路における危険を防止するため必要と認める路線である。当該路線で交通誘導警備業務を実施するにあたっては、交通誘導警備業務を実施する場所ごとに、交通誘導警備業務1級検定又は2級検定の合格証明書の交付を受けた警備員を1名以上配置しなければならない。

## 告示・施行
- 2007年6月1日：告示　　兵庫県公安委員会告示第139号
- 2007年12月1日：施行

## 路線一覧
|    | 路線名                     | 区間         |
| -- | -------------------------- | ------------ |
| 1  | 国道2号                    | 兵庫県の全域 |
| 2  | 国道9号                    | 兵庫県の全域 |
| 3  | 国道28号                   | 兵庫県の全域 |
| 4  | 国道29号                   | 兵庫県の全域 |
| 5  | 国道43号                   | 兵庫県の全域 |
| 6  | 国道171号                  | 兵庫県の全域 |
| 7  | 国道173号                  | 兵庫県の全域 |
| 8  | 国道175号                  | 兵庫県の全域 |
| 9  | 国道176号                  | 兵庫県の全域 |
| 10 | 国道178号                  | 兵庫県の全域 |
| 11 | 国道179号                  | 兵庫県の全域 |
| 12 | 国道250号                  | 兵庫県の全域 |
| 13 | 国道312号                  | 兵庫県の全域 |
| 14 | 国道372号                  | 兵庫県の全域 |
| 15 | 国道373号                  | 兵庫県の全域 |
| 16 | 国道426号                  | 兵庫県の全域 |
| 17 | 国道427号                  | 兵庫県の全域 |
| 18 | 国道428号                  | 兵庫県の全域 |
| 19 | 主要地方道宮津養父線       | 兵庫県の全域 |
| 20 | 主要地方道豊岡瀬戸線       | 兵庫県の全域 |
| 21 | 主要地方道香住村岡線       | 兵庫県の全域 |
| 22 | 主要地方道養父宍粟線       | 兵庫県の全域 |
| 23 | 主要地方道川西篠山線       | 兵庫県の全域 |
| 24 | 主要地方道尼崎池田線       | 兵庫県の全域 |
| 25 | 主要地方道明石神戸宝塚線   | 兵庫県の全域 |
| 26 | 主要地方道西脇三田線       | 兵庫県の全域 |
| 27 | 主要地方道加古川小野線     | 兵庫県の全域 |
| 28 | 主要地方道加古川三田線     | 兵庫県の全域 |
| 29 | 主要地方道神戸明石線       | 兵庫県の全域 |
| 30 | 主要地方道神戸三木線       | 兵庫県の全域 |
| 31 | 主要地方道三木宍粟線       | 兵庫県の全域 |
| 32 | 主要地方道福良江井岩屋線   | 兵庫県の全域 |
| 33 | 主要地方道大阪伊丹線       | 兵庫県の全域 |
| 34 | 主要地方道尼崎宝塚線       | 兵庫県の全域 |
| 35 | 主要地方道高砂北条線       | 兵庫県の全域 |
| 36 | 主要地方道小部明石線       | 兵庫県の全域 |
| 37 | 主要地方道尼崎港線         | 兵庫県の全域 |
| 38 | 主要地方道相生停車場線     | 兵庫県の全域 |
| 39 | 主要地方道神戸加古川姫路線 | 兵庫県の全域 |
| 40 | 主要地方道姫路神河線       | 兵庫県の全域 |
| 41 | 主要地方道平野三木線       | 兵庫県の全域 |
| 42 | 主要地方道灘三田線         | 兵庫県の全域 |
| 43 | 一般県道物部藪崎線         | 兵庫県の全域 |
| 44 | 一般県道西宮宝塚線         | 兵庫県の全域 |
| 45 | 一般県道米谷昆陽尼崎線     | 兵庫県の全域 |
| 46 | 一般県道姥ケ茶屋伊丹線     | 兵庫県の全域 |
| 47 | 一般県道山本伊丹線         | 兵庫県の全域 |
| 48 | 一般県道寺本伊丹線         | 兵庫県の全域 |
| 49 | 一般県道甲子園尼崎線       | 兵庫県の全域 |
| 50 | 一般県道郷の瀬野村線       | 兵庫県の全域 |
| 51 | 一般県道八幡別府線         | 兵庫県の全域 |
| 52 | 一般県道和久今宿線         | 兵庫県の全域 |
| 53 | 一般県道大江島太子線       | 兵庫県の全域 |
| 54 | 一般県道篠山京丹波線       | 兵庫県の全域 |
| 55 | 一般県道明石高砂線         | 兵庫県の全域 |
| 56 | 一般県道姫路新宮線         | 兵庫県の全域 |
| 57 | 一般県道門前鵤線           | 兵庫県の全域 |
| 58 | 神戸市道山手幹線           | 神戸市の全域 |
| 59 | 主要市道西出高松前池       | 神戸市の全域 |
| 60 | 神戸市道灘浜住吉川線       | 神戸市の全域 |
| 61 | 神戸市道中央幹線           | 神戸市の全域 |
| 62 | 主要市道長田楠日尾         | 神戸市の全域 |
| 63 | 神戸市道湊町線             | 神戸市の全域 |
| 64 | 神戸市道山麓線             | 神戸市の全域 |
| 65 | 神戸市道東亜筋線           | 神戸市の全域 |
| 66 | 神戸市道国魂線             | 神戸市の全域 |
| 67 | 神戸市道神若線             | 神戸市の全域 |
| 68 | 神戸市道野崎線             | 神戸市の全域 |
| 69 | 神戸市道永沢線             | 神戸市の全域 |
| 70 | 神戸市道夢野白川線         | 神戸市の全域 |
| 71 | 神戸市道舞子多聞線         | 神戸市の全域 |
| 72 | 神戸市道港島1号線          | 神戸市の全域 |
| 73 | 神戸市道布引鵯線           | 神戸市の全域 |
| 74 | 神戸市道長田箕谷線         | 神戸市の全域 |
| 75 | 神戸市道西神中央線         | 神戸市の全域 |
| 76 | 幹第6号線                  | 姫路市の全域 |
| 77 | 道意線                     | 尼崎市の全域 |
| 78 | 幹第17号線                 | 西宮市の全域 |
| 79 | 市道逆瀬川米谷線           | 宝塚市の全域 |